# Raisa Blommestijn
Raisa Blommestijn (Voorburg, 23 maart 1994) is een Nederlands juriste en tv-presentatrice. Vanaf 2022 is ze commentator bij Ongehoord Nederland. 

## Biografie
Blommestijn behaalde in 2012 haar vwo-diploma aan het Veurs Lyceum in Leidschendam. Daarna studeerde ze van 2012 tot 2018 aan de Universiteit Leiden en behaalde in 2015 haar LLB in Rechtsgeleerdheid, en in 2016 haar LLM in Encyclopedie en Filosofie van het recht en in 2018 haar MA in Philosophy of Law cum laude. Vanaf 2015 was zij er verbonden aan het Instituut voor Metajuridica, afdeling Encyclopedie van de rechtswetenschap. Eerst als student-assistent en junior docent, vanaf januari 2018 tot en met december 2021 als docent-onderzoeker. Op 12 april 2022 promoveerde ze daar bij Afshin Ellian op een proefschrift over de ondergang van de Weimarrepubliek, getiteld Het spook van Weimar: Een democratie in crisis. Van het proefschrift verscheen een handelseditie bij Uitgeverij Prometheus. Het boek werd in recensies uitgebreid besproken, zo bestempelde een journalist haar werk als lastig te volgen voor leken, , daarnaast werd haar werk gedetailleerd van academisch commentaar voorzien. Na haar promotie vertrok ze bij de universiteit en werkte ze (samen met Eva Vlaardingerbroek) kortstondig als jurist bij advocatenkantoor Maes Law, waar ze na enkele maanden echter alweer vertrok.
Daarna werd ze commentator en sinds januari 2023 presentatrice bij het tv-programma Ongehoord Nieuws van de publieke omroep Ongehoord Nederland. De stellingen die zij als commentator verkondigde leidden tot ophef, onder meer bij haar oude werkgever. In januari 2024 vertrok ze bij ON na een conflict met hoofdredacteur Arnold Karskens over haar uitspraken op sociale media; Blommestijn sprak daarbij van een "poging tot censureren" van de zijde van ON, wat door de omroep werd ontkend. Nadat Karskens op 2 augustus 2024 bij ON op non actief was gesteld trad Blommestijn op verzoek van de raad van toezicht en de raad van bestuur weer bij ON in dienst.
In mei 2024 kondigde het Openbaar Ministerie aan Blommestijn te vervolgen voor groepsbelediging vanwege mogelijk racistische uitspraken die ze in 2023 op Twitter had gedaan. Het OM eiste in november veertig uur taakstraf. Op 5 december van dat jaar werd zij veroordeeld tot tachtig uur taakstraf voor groepsbelediging en smaad, waarvan veertig uur voorwaardelijk met een proeftijd van twee jaar. Ook werd zij veroordeeld tot het betalen van een schadevergoeding van € 1550 aan advocaat en voormalig D66-Tweede Kamerlid Sidney Smeets. In een tweet noemde zij hem "kleuterneuker." Hij was eerder in opspraak gekomen na meldingen op Twitter over vermeend seksueel wangedrag bij jongens, onder wie minderjarigen. Smeets zou hen op ongewenste manieren benaderd hebben. Smeets is hiervoor nooit vervolgd. Haar advocaat kondigde aan in hoger beroep te gaan.

## Publicaties
- Blommestijn, Raisa (2022). Het spook van Weimar. Een democratie in crisis. Prometheus, Amsterdam. ISBN 9789044650754.
- Ellian, Afshin, Blommestijn, Raisa (2020). Reflections on Democracy in the European Union. Eleven International Publishing, Den Haag. ISBN 9789490947866.